# Bis ans Ende der Nacht
Pour plus de détails, voir Fiche technique et Distribution.
Bis ans Ende der Nacht est un film allemand réalisé par Christoph Hochhäusler, sorti en 2023.

## Synopsis
Robert Demant (Timocin Ziegler), policier homosexuel, a pour but d'infiltrer le milieu de la drogue afin de coincer un trafiquant. Pour gagner le temps, il doit amadouer Leni Malinowski (Thea Ehre), femme trans, pour qu'elle devienne sa partenaire. Une véritable épreuve pour lui qui tombe amoureux d'elle, mais se sent à la fois repoussé.

## Fiche technique
Sauf indication contraire ou complémentaire, les informations mentionnées dans cette section peuvent être confirmées par la base de données Filmportal.
- Titre original : Bis ans Ende der Nacht
- Réalisation : Christoph Hochhäusler
- Scénario : Christoph Hochhäusler et Florian Plumeyer
- Décors : Renate Schmaderer
- Costumes : Ulrike Scharfschwerdt
- Photographie : Reinhold Vorschneider
- Son : Rainer Heesch et Matz Müller
- Montage : Stefan Stabenow
- Production : Bettina Brokemper
- Coproduction : Frank Tönsmann
- Sociétés de production : Heimatfilm ; Westdeutscher Rundfunk (coproduction)
- Société de distribution : Grandfilm
- Pays de production :  Allemagne
- Langue originale : allemand
- Format : couleur
- Genre : drame, policier, romance
- Durée : 120 minutes
- Date de sortie :
  - Allemagne : 24 février 2023 (Berlinale)

## Distribution
- Timocin Ziegler : Robert Demant
- Thea Ehre : Leni Malinowski
- Michael Sideris : Victor Arth
- Rosa Enskat : Monika Sterz
- Ioana Iacob : Nicole Gilly
- Aenne Schwarz : Nadja Saric
- Gottfried Breitfuss : Pawel Kaiser
- Sahin Eryilmaz : Armin Strauss
- Ronald Kukulies : Thomas Benck
- Daniel Drewes : Mondrogai

## Production
Le tournage a lieu, entre le 3 mai et le 22 juin 2022, à Francfort-sur-le-Main, en Hesse, et à Cologne, en Rhénanie-du-Nord-Westphalie.

## Distinctions

### Récompenses
- Berlinale 2023 : Ours d'argent de la meilleure performance de second rôle pour Thea Ehre

### Nomination et sélection
- Berlinale 2023 : Teddy Award[2]